# Jack Ahearn
Jack Jerome Ahearn (* 8. Oktober 1924 in Sydney; † 10. April 2017 in Lismore) war ein australischer Motorradrennfahrer.

## Karriere
Ahearn kam 1953 im Alter von 29 Jahren erstmals nach Europa, um dort Rennen zu fahren. Als Doppelstarter (350 und 500 cm³) kam er in dieser Zeit auf ca. 30 Starts pro Saison. 1954 siegte er auf Norton Manx nach einem spannenden Rad-an-Rad-Kampf mit Maurie Quincey, ebenfalls Australier, beim Feldbergrennen im Taunus. Seinen ersten nennenswerten Auftritt in der Motorrad-Weltmeisterschaft hatte Ahearn zu einem Zeitpunkt, an dem andere Fahrer ihre Karriere bereits beendeten – im Alter von 30 Jahren beim 500-cm³-Lauf um den Großen Preis von Deutschland 1955 auf der Nürburgring-Nordschleife. Bei diesem Rennen kam er auf Norton als Sechster ins Ziel. 
Erst ab 1963 nahm Jack Ahearn – mittlerweile fast 40 Jahre alt – regelmäßiger an WM-Rennen teil. Sein einziger Grand-Prix-Sieg gelang ihm 1964 im Halbliterlauf um den Großen Preis von Finnland in Imatra, als er auf Norton die Matchless-Piloten Mike Duff (Kanada) und Gyula Marsovszky (Schweiz) auf die Plätze verwies. Die Saison 1964 war zugleich die erfolgreichste in Ahearns Laufbahn. Mit dem zweiten Rang beim Deutschland-Grand-Prix hinter dem britischen MV-Agusta-Werkspiloten Mike Hailwood und dritten Rängen beim Großen Preis der Nationen in Monza und beim Ulster Grand Prix in Nordirland wurde er hinter Hailwood Vizeweltmeister der 500-cm³-Klasse. Damit war Jack Ahearn für lange Zeit der erfolgreichste Australier in der 500-cm³-Weltmeisterschaft. Erst 1987 wurde er von Wayne Gardner überboten, der Weltmeister wurde.

## Erfolge
- 1964: 500-cm³-Vizeweltmeister auf Norton, Grand Prix-Sieg in Imatra beim Großen Preis von Finnland.